# Анчикова, Лидия Ивановна
Лидия Ивановна Анчикова (род. 20 августа 1936, с. Изгары, Чистопольский район, ТАССР) - эндокринолог, доктор медицинских наук (1988 год), профессор (1990 год), заслуженный врач Республики Татарстан (1994).

## Биография
Родилась 20 августа 1936 года в селе Изгары Чистопольского района ТАССР.
Окончила Казанский медицинский институт (1961), работала там же. С 1978 года в Казанской медицинской академии, с 1989 года заведующая курсом и с 1996 года заведующая кафедрой эндокринологии.
Принимала непосредственное участие в открытии научных лабораторий по изучению биоэнергетики клетки животных и человека (1976, Казанский медицинский институт), гормональной и радиоиммунной (1981, Республиканская клиническая больница; 1986, Казанский Государственный институт для усовершенствования врачей), а также эндокринологических отделений в Республиканской клинической больнице и Казанской железнодорожной больнице.
Депутат Верховного Совета Республики Татарстан в 1991–1995 годах.

## Научная деятельность
Исследования по этиологии, патогенезу, профилактике и лечению щитовидной железы.
Разработала новое направление в эндокринологии – активацию гипофиз-тиреоидной и надпочечниковой системы негормональным малотоксичным фосфорорганическим препаратом – димефосфоном; внедрила новый метод лечения аутоиммунного тиреодита димефосфоном; разработала методы лечения подострого тиреодита местным воздействием на щитовидную железу (ультразвук с гидрокортизоновой мазью и диметилсульфоксид с гидрокортизоном).

## Труды
Экспериментальное обоснование для клинического применения димефосфона как тиреодиноактивирующего средства. Казань, 1988.